# فرودگاه شهری امری
فرودگاه شهری امری (به انگلیسی: Amery Municipal Airport) یک فرودگاه همگانی عملیاتی با کد یاتا AHH است که یک باند فرود آسفالت دارد و طول باند آن ۱۲۲۰ متر است. این فرودگاه در شهر آمری، ویسکانسین کشور ایالات متحده آمریکا قرار دارد و در ارتفاع ۳۳۱٫۶ متری از سطح دریا واقع شده است.